# King (cráter)

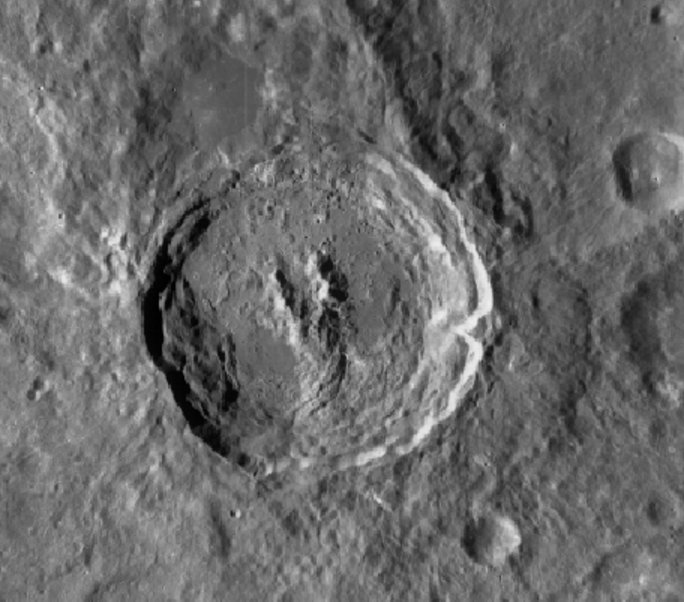
Cráter King (Imagen LRO)

King es un cráter lunar. Está situado en la cara oculta de la Luna, hecho que imposibilita su visión directa desde la Tierra. Sus coordenadas son 5,0º N, 120,5º E. Posee un diámetro de 76 kilómetros. Su epónimo hace referencia a Arthur S. King y Edward S. King. Forma pareja con el cráter Ibn Firnás, ligeramente mayor y que se encuentra junto al borde de King. Al noroeste se halla el cráter Lobachevskiy, y el cráter Guyot se localiza a igual distancia pero al nornoroeste.
|  |

Su borde exterior es aproximadamente circular, pero con un aspecto ligeramente irregular, particularmente en el extremo norte. El cráter muestra poca apariencia de desgaste. Las paredes interiores son aterrazadas, especialmente en el lado este. El suelo interior es algo desigual, con múltiples irregularidades superficiales y estrías, particularmente en la mitad oriental. Presenta una elevación central alargada en forma de Y, integrada en una cresta que se extiende hasta el borde sur.
Debido a sus rayos prominentes, King es considerado como parte del Período Copernicano.
Antes de se ser nombrado en 1970 por la UAI, este cráter era conocido como "Cráter 211".

## Cráter Sita
En 1976, la UAI denominó Sita a un pequeño cráter situado cerca de la pared interior sursudeste de King. Se trata de un nombre femenino originario de la India.
| Cráter | Coordenadas                  | Diámetro | Origen del nombre           |
| ------ | ---------------------------- | -------- | --------------------------- |
| Sita   | 4°36′N 120°48′E / 4.6, 120.8 | 2.0 km   | Nombre femenino de la India |

## Montes interiores

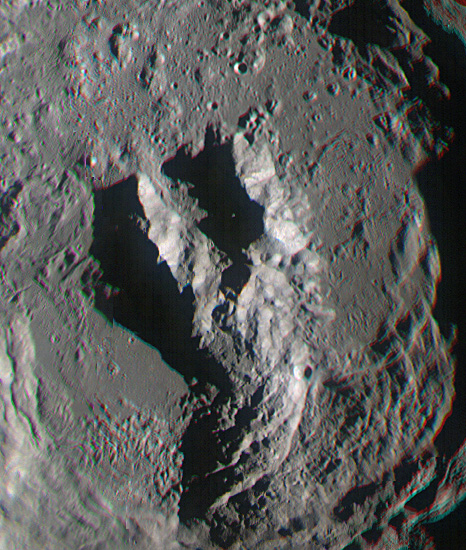
King claw (el monte con forma de garra de King)

Varios picos (Mons) dentro del cráter King han sido designados oficialmente. Los nombres fueron aprobados por la UAI en 1976.
|               | \| Mons \| Coordenadas \| Altura aproximada[3] \| \| ------------- \| ------------------------------ \| -------------------- \| \| Mons André \| 5°11′N 120°34′E / 5.18, 120.56 \| 7000 m \| \| Mons Ardeshir \| 5°02′N 121°02′E / 5.03, 121.04 \| 5900 m \| \| Mons Dieter \| 5°00′N 120°18′E / 5.0, 120.3 \| 8000 m \| \| Mons Dilip \| 5°35′N 120°52′E / 5.58, 120.87 \| 5500 m \| \| Mons Ganau \| 4°47′N 120°35′E / 4.79, 120.59 \| 7900 m \| |                   |
| Mons          | Coordenadas | Altura aproximada |
| Mons André    | 5°11′N 120°34′E / 5.18, 120.56 | 7000 m            |
| Mons Ardeshir | 5°02′N 121°02′E / 5.03, 121.04 | 5900 m            |
| Mons Dieter   | 5°00′N 120°18′E / 5.0, 120.3 | 8000 m            |
| Mons Dilip    | 5°35′N 120°52′E / 5.58, 120.87 | 5500 m            |
| Mons Ganau    | 4°47′N 120°35′E / 4.79, 120.59 | 7900 m            |

## Cráteres satélite

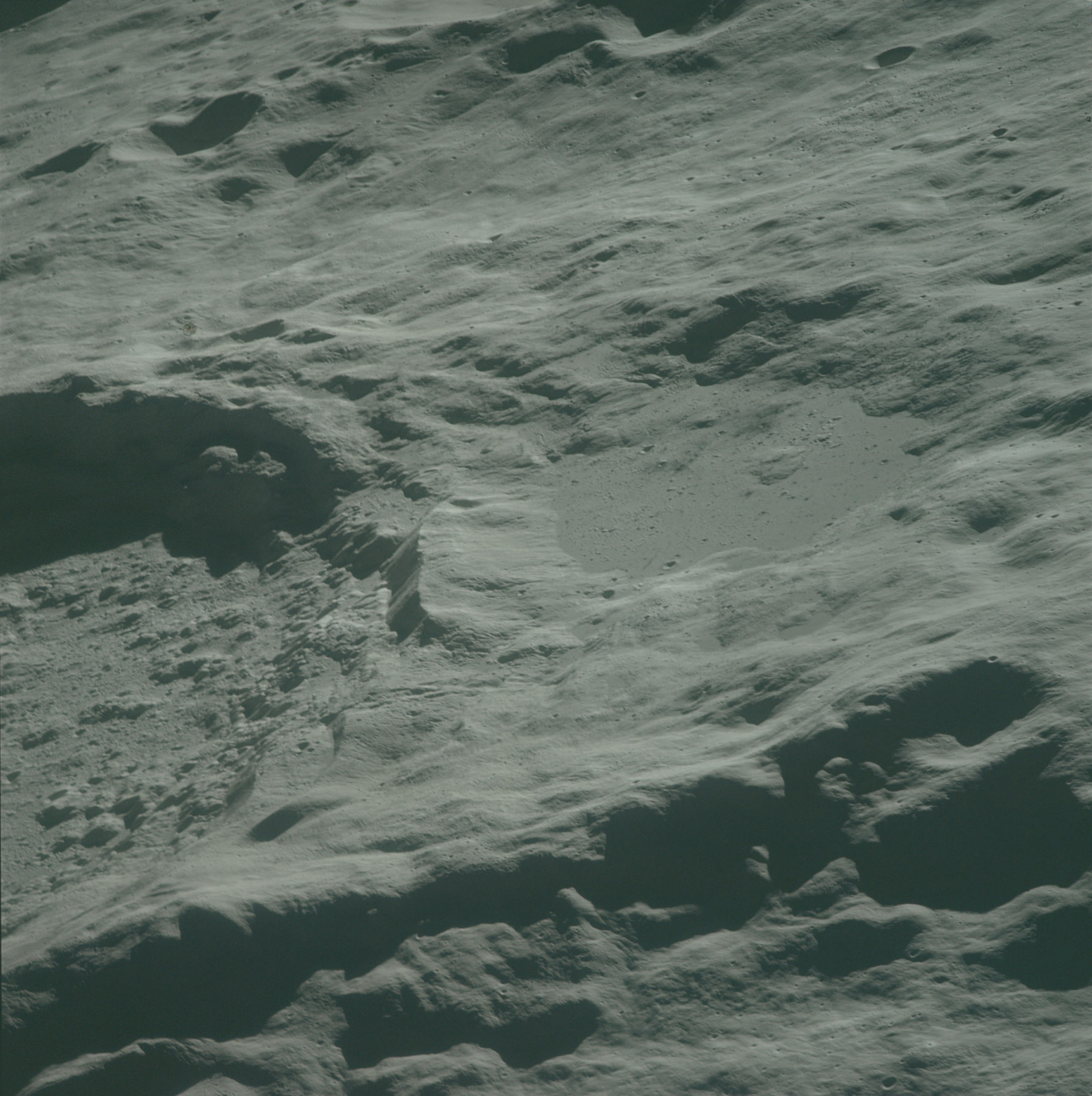
Vista oblicua de la "piscina" (King Y) (Apolo 16)

Por convención estas características se identifican en los mapas lunares localizando la letra en el punto medio del borde del cráter en las cercanías del cráter King.
|      | \| King \| Coordenadas \| Diámetro \| \| ---- \| ---------------------------- \| -------- \| \| J \| 3°12′N 121°48′E / 3.2, 121.8 \| 14 km \| \| Y \| 6°30′N 119°48′E / 6.5, 119.8 \| 48 km \| |          |
| King | Coordenadas | Diámetro |
| J    | 3°12′N 121°48′E / 3.2, 121.8 | 14 km    |
| Y    | 6°30′N 119°48′E / 6.5, 119.8 | 48 km    |

Se sugirió el nombre de "Al-Tusi" para el cráter King Y, pero la propuesta no ha sido aprobada por la UAI.

## Galería de imágenes
|  |  |  |

|  |  |